# Karpaccy górale (film)
Karpaccy górale – polski film fabularny z 1915 roku, w którym zagrał Jan Czapski. Pierwowzorem produkcji był dramat Józefa Korzeniowskiego z 1840 o tym samym tytule. Nie wiadomo jednak, w jakim stopniu wykorzystano treść tej sztuki w scenariuszu, ponieważ nie zachowała się żadna kopia filmu. Głównymi bohaterami filmu są huculscy górale.

## Części
- „Nikczemna zemsta”
- „W wojsku”
- „Śmierć-wybawicielką”